# Scream 2
Scream 2 es una película de slasher estadounidense de 1997, dirigida por Wes Craven, y escrita por Kevin Williamson. Está protagonizada por Neve Campbell, David Arquette, Courteney Cox, Jamie Kennedy, Jerry O'Connell, Laurie Metcalf, Liev Schreiber, Sarah Michelle Gellar y Jada Pinkett.
La película fue lanzada el 12 de diciembre de 1997 por Dimension Films como la segunda entrega de la franquicia de Scream. Scream 2 tiene lugar un año después de Scream y de nuevo sigue al personaje de Sidney Prescott , ahora una estudiante de la ficticia Universidad Windsor, que se convierte en el blanco de un asesino imitador que utiliza un disfraz de Ghostface. A Sidney le acompañan el friki Randy Meeks, el retirado ayudante del sheriff Dewey Riley y la reportera Gale Weathers. 
Al igual que su predecesora, Scream 2 combina la violencia del género de terror con elementos de comedia y misterio mientras que satiriza el cliché de las secuelas de las películas. La cinta fue seguida por varias secuelas adicionales, comenzando con Scream 3 (2000).

## Argumento
Dos estudiantes de último curso del Colegio Windsor, Maureen Evans y Phil Stevens, asisten al preestreno de Puñalada, una película basada en los sucesos de la masacre de Woodsboro. Al salir brevemente del cine para ir al baño, Phil es asesinado por el asesino enmascarado ahora conocido como Ghostface. Ghostface se sienta junto a Maureen en el lugar de Phil y la apuñala repetidamente, sin que el estridente público se dé cuenta, lo que la lleva a subir al escenario en un grito de auxilio, que el público confunde con un truco publicitario hasta que cae muerta.
Los medios de comunicación, incluida la periodista local Debbie Salt, acuden al Colegio Windsor, donde Sidney Prescott estudia junto a su compañera de habitación Hallie McDaniel, su nuevo novio Derek Feldman, Randy Meeks, otro superviviente de Woodsboro, y Mickey Altieri, el mejor amigo de Derek. Llegan otros dos supervivientes de Woodsboro: el agente de policía Dewey Riley para ofrecer protección a Sidney, y la reportera Gale Weathers para cubrir el caso. Gale y su nuevo cámara, Joel Jones, intentan sin éxito escenificar un enfrentamiento entre Sidney y Cotton Weary, que intenta ganar fama gracias a su exoneración por la violación y asesinato de la madre de Sidney, Maureen Prescott.
Esa noche, Sidney y Hallie asisten a una fiesta en la hermandad Delta Lambda Zeta. En Omega Beta Zeta, otra hermandad cercana, Ghostface asesina a la estudiante Cici Cooper. Cuando los asistentes a la fiesta se marchan para presenciar la escena del crimen de Cici, Ghostface entra en Delta Lambda Zeta y ataca a Sidney. Ghostface hiere a Derek pero huye cuando llega la policía. Más tarde, tras darse cuenta de que Cici es un diminutivo de Casey, Gale teoriza que el nuevo Ghostface tiene como objetivo a estudiantes con los mismos nombres que las víctimas del asesinato de Woodsboro. Randy teoriza que es probable que el asesino sea alguien que Sidney conoce y que está planeando los asesinatos a partir de una secuela de una película. Poco después, Ghostface llama a Gale, Dewey y Randy mientras están juntos a la luz del día en el campus universitario. A pesar de sus intentos por encontrarlo, Ghostface acaba tendiendo una emboscada a Randy, metiéndolo en la furgoneta de medios de Joel, donde es asesinado. Poco después, Joel, temiendo ser el próximo objetivo, huye de la ciudad.
Cuando cae la noche sobre el campus, Dewey y Gale acuden a un edificio para revisar las cintas grabadas por Joel, con la esperanza de descubrir al asesino en las proximidades de las anteriores escenas del crimen, pero Ghostface les ataca y apuñala a Dewey. Dos agentes llevan a Sidney y Hallie a un piso franco, pero Ghostface intercepta el coche y los asesina. En el forcejeo posterior, Ghostface queda inconsciente, pero se recupera y mata a Hallie. Atraído por la música que suena en el teatro del campus mientras busca un lugar seguro, Sidney encuentra a Derek en el auditorio atado a una cruz de un ritual anterior de novatadas de una fraternidad. Ghostface llega, revelándose como Mickey, y dispara a Derek, matándolo.
Mickey revela que pretende matar a Sidney y permitir que le detengan, para poder culpar a la violencia cinematográfica de los asesinatos. Debbie llega, apuntando a Gale con una pistola, y se revela como la cómplice de Mickey, a quien Sidney reconoce como Nancy Loomis, la madre de Billy, el asesino de Woodsboro. Nancy traiciona a Mickey y le dispara, afirmando que sólo utilizó a Mickey para inculparle de su matanza. Mickey dispara su arma antes de desplomarse, hiriendo a Gale, que cae fuera del escenario. Nancy revela que busca vengarse de Sidney por matar a Billy y que mató a Randy en la furgoneta de noticias de Joel por criticar a Billy. Sin embargo, Sidney señala la hipocresía de sus motivos, teniendo en cuenta que el abandono de Nancy alimentó las tendencias psicóticas de su hijo. Ambas pelean hasta que aparece Cotton y las retiene a punta de pistola. Nancy intenta manipular a Cotton para que asesine a Sidney, recordándole que su testimonio hizo que le detuvieran, pero, para su sorpresa, él decide disparar a Nancy a cambio de una entrevista con Sidney y Diane Sawyer. Mientras Sidney, Cotton y una recuperada Gale contemplan el cadáver de Nancy, Mickey reaparece de repente pero es asesinado por Gale y Sidney. Sidney dispara entonces a Nancy en la cabeza para asegurarse de que está muerta.
Cuando llega la policía, se revela que Dewey sigue vivo y Gale sube a la ambulancia con él en lugar de aprovechar la oportunidad para informar al Joel que regresa. Sidney ordena entonces a la prensa que dirija las preguntas a Cotton para desviar la atención de sí misma y recompensar a Cotton por ayudarla.

## Reparto
- Neve Campbell como Sidney Prescott
- Courteney Cox como Gale Weathers
- David Arquette como Dewey Riley
- Jamie Kennedy como Randy Meeks
- Jerry O'Connell como Derek Feldman
- Laurie Metcalf como Debbie Salt / Nancy Loomis
- Elise Neal como Hallie McDaniel
- Sarah Michelle Gellar como Cici Cooper
- Timothy Olyphant como Mickey Altieri
- Jada Pinkett como Maureen Evans
- Liev Schreiber como Cotton Weary
- Lewis Arquette como jefe Lewis Hartley
- Duane Martin como Joel
- Rebecca Gayheart como Lois Bradford
- Portia de Rossi como Murphy Coard
- David Warner como señor Gold
- Omar Epps como Phil Stevens
- Roger L. Jackson como voz de Ghostface
- Heather Graham como Casey Becker en la película «Stab»
- Tori Spelling como ella misma y Sidney Prescott en la película «Stab»
- Luke Wilson como Billy Loomis en la película «Stab»

## Producción

### Música
| Scream 2: Music from the Dimension Motion Picture |                           |                                           |                                 |          |  |
| N.º                                               | Título                    | Escritor(es)                              | Artista                         | Duración |  |
| 1.                                                | «Scream»                  | Master P                                  | Master P, Silkk The Shocker     | 3:30     |  |
| 2.                                                | «Suburban Life»           | Kottonmouth Kings y AK Brothers           | Kottonmouth Kings               | 3:34     |  |
| 3.                                                | «Rivers»                  | Sugar Ray and McG                         | Sugar Ray                       | 2:50     |  |
| 4.                                                | «She's Always in My Hair» | Prince                                    | D'Angelo                        | 6:19     |  |
| 5.                                                | «Help Myself»             | David J Matthews                          | Dave Matthews Band              | 4:31     |  |
| 6.                                                | «She Said»                | Ed Roland                                 | Collective Soul                 | 4:51     |  |
| 7.                                                | «Right Place, Wrong Time» | Malcolm "Mac" Rebennack aka Dr. John      | The Jon Spencer Blues Explosion | 3:16     |  |
| 8.                                                | «Dear Lover»              | Dave Grohl, Pat Smear y Nate Mendel       | Foo Fighters                    | 4:33     |  |
| 9.                                                | «Eyes of Sand»            | Emerson Hart y Tonic                      | Tonic                           | 4:16     |  |
| 10.                                               | «The Swing»               | Art Alexakis y Everclear                  | Everclear                       | 2:59     |  |
| 11.                                               | «I Think I Love You»      | Tony Romeo                                | Less Than Jake                  | 2:03     |  |
| 12.                                               | «Your Lucky Day in Hell»  | E y Mark Goldenberg                       | Eels                            | 4:26     |  |
| 13.                                               | «Red Right Hand»          | Mick Harvey, Nick Cave, y Thomas Wydler   | Nick Cave and the Bad Seeds     | 8:23     |  |
| 14.                                               | «One More Chance»         | Kelly and T Smoov                         | Kelly                           | 4:14     |  |
| 15.                                               | «The Race»                | David Arquette, Gabe Cowan, y Sammy Music | Ear2000                         | 2:03     |  |

## Recepción
La producción cinematográfica  se convirtió en un gran éxito comercial igual que la primera entrega, lo que dejó la puerta abierta a la tercera entrega.